# 滋賀県道336号塩津浜飯浦線
滋賀県道336号塩津浜飯浦線（しがけんどう336ごう しおつはまはんのうらせん）は、滋賀県長浜市を通る一般県道である。

## 概要
長浜市西浅井町塩津浜から長浜市木之本町飯浦に至る。
琵琶湖最北部の湖岸沿いを走り、国道8号の藤ヶ崎トンネルを迂回するかたちで再び国道8号に合流する。かつては全線が旧国道8号であったため、起点、終点共に国道8号の交差点である。藤ヶ崎トンネルの開通により国道8号から格下げされた。藤ヶ崎トンネルで定期点検や工事が行われる際には当路線が迂回路として使用される。

### 路線データ
- 起点：滋賀県長浜市西浅井町塩津浜[2]（国道8号交点）
- 終点：滋賀県長浜市木之本町飯浦[2]（飯浦交差点、国道8号交点）
- 実延長：2,984 km[注釈 1][1]

## 歴史
- 1997年（平成9年）4月1日 - 滋賀県告示第181号により、滋賀県道に認定される[2]。

## 路線状況

### 交通量
24時間自動車類交通量（上下合計）（単位：台）　道路交通センサス
| 区間        | 平成17（2005）年度 | 平成22（2010）年度 | 平成27（2015）年度 |
| ----------- | ------------------ | ------------------ | ------------------ |
| 起点 - 終点 | 767                | 752                | 699                |

- 出典：国土交通省ホームページ「平成22年度全国道路・街路交通情勢調査 一般交通量調査 箇所別基本表（滋賀県）」p.33、「平成27年度全国道路・街路交通情勢調査 一般交通量調査 箇所別基本表（滋賀県）」p.29

## 地理

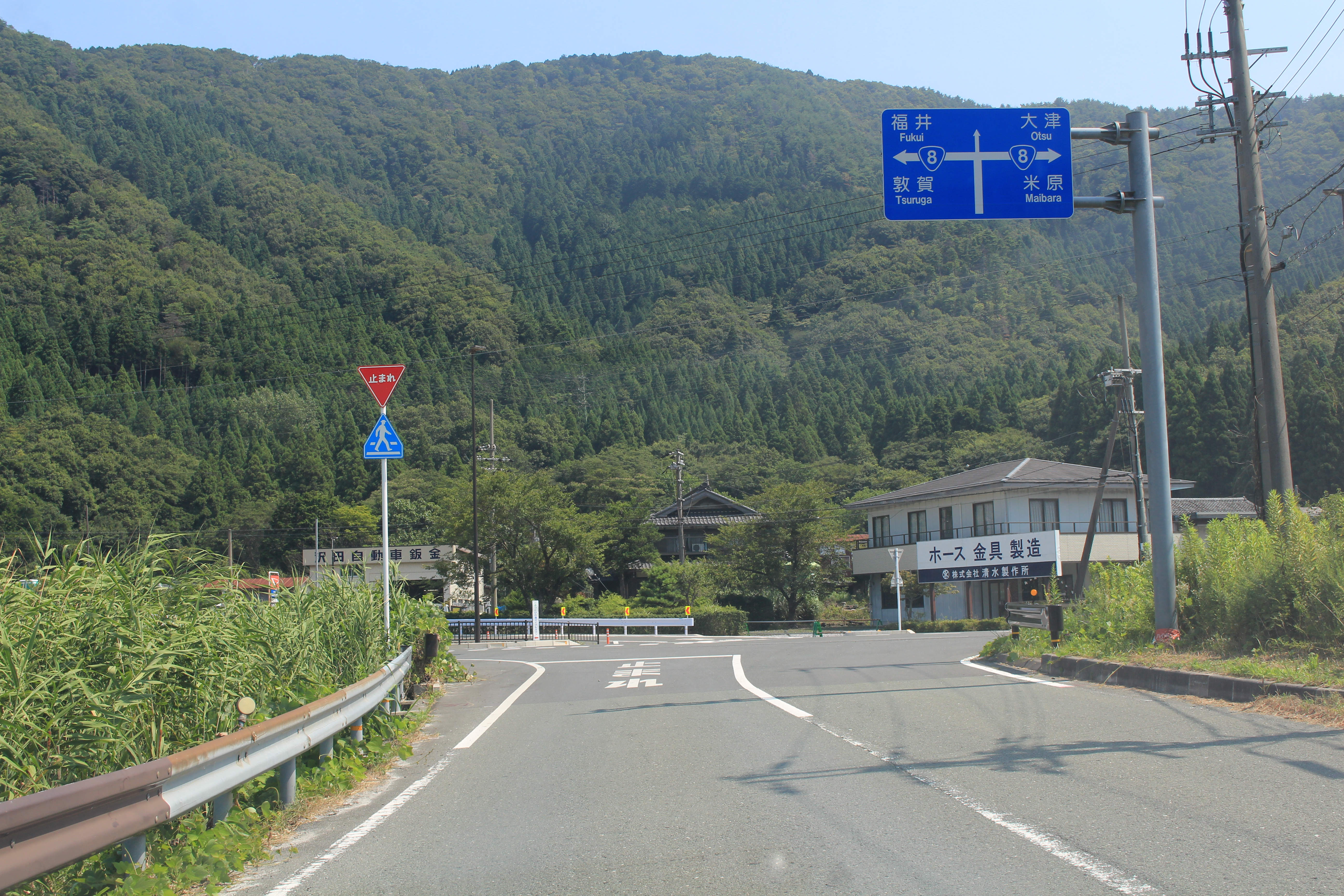
起点となる国道8号との交差点
長浜市西浅井町塩津浜

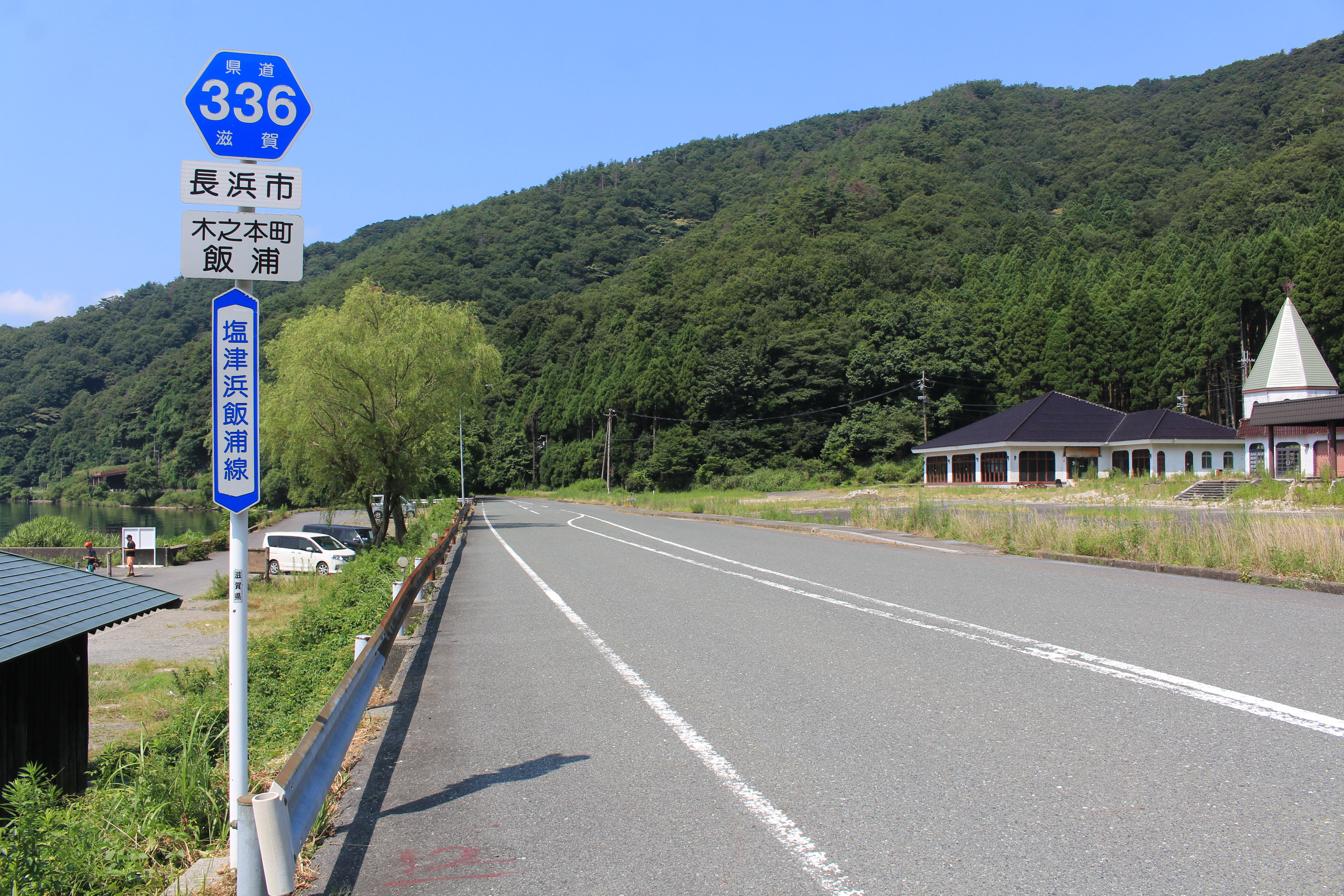
滋賀県道336号塩津浜飯浦線の標識
琵琶湖北岸の長浜市木之本町飯浦

### 通過する自治体
- 滋賀県
  - 長浜市

### 交差する道路
| 交差する道路           | 交差する場所   | 交差する場所      |
| ---------------------- | -------------- | ----------------- |
| 国道8号 国道303号 重複 | 西浅井町塩津浜 | 起点              |
| 国道8号 国道303号 重複 | 木之本町飯浦   | 飯浦交差点 / 終点 |

### 沿線
- 山川産業
- 藤ヶ崎
- 奥琵琶湖ドライブイン - 2008年（平成20年）閉鎖
- 円福寺